# Single by Contract
Single by Contract (Groupies bleiben nicht zum Frühstück) è un film tedesco del 2010, diretto da Marc Rothemund.

## Trama
Lila, ragazza di Berlino, dopo un anno trascorso in Texas lontano dalla famiglia, torna in città. La mamma ha un nuovo amore e la sorella impazzisce per il gruppo musicale Berlin Mitte di cui lei non conosce ancora nulla.
Ma presto il destino le farà incontrare un bellissimo ragazzo che si scoprirà essere Chriz, proprio il leader della band che sta spopolando in città e di cui anche la sorellina va pazza. Chriz si innamora di Lila, ma dovrà fare i conti con il suo manager e con il contratto che gli impedisce di essere fidanzato.